# Hemaglutinin

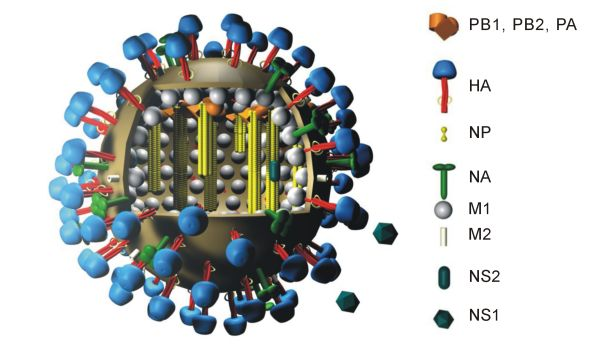
Virová částice, „houbičky“ na povrchu viru s modrou hlavičkou a červenou stopkou jsou hemaglutininy

Hemaglutinin je v nejširším slova smyslu jakýkoliv aglutinin červených krvinek, tzn. látka, která způsobuje shlukování (aglutinaci) červených krvinek k sobě. Někdy se definice poněkud zužuje ve smyslu, že za hemaglutininy nemohou být považovány protilátky. V současné době se však nejčastěji termín používá pro glykoprotein na povrchu virů (například chřipkových), díky nimž jsou viry schopné navázat se na receptory na hostitelské buňce a vyvolat infekci.
K hemaglutininům v nejširším slova smyslu patří protilátky, antigeny zodpovědné za krevní skupiny, lektiny, autoimunitní faktory a různé cizorodé struktury virů, bakterií a parazitů.

## Hemaglutinin chřipkových virů
Obal chřipkových virů obsahuje povrchové projekce délky 10-12 nm, představující 2 důležité glykoproteiny kódované virem – trimer hemaglutinin (HA) a tetramer neuraminidázu (NA).
Hemaglutinin je membránový protein, obsahující hlavní povrchový antigen (H) viru. Skládá se ze dvou disulfidickou vazbou spojených řetězců (HA1 a HA2), které vznikají z prekurzoru hemaglutininu proteolytickým štěpením. Biologická aktivace HA buněčnými proteázami je nezbytným předpokladem pro infekciozitu viru, protože teprve HA2 navozuje fúzi obalu viru na plasmatickou membránu buňky. Hemaglutinin, kromě toho že odpovídá za přilnutí virionu k receptorům buněčného povrchu hostitelské buňky, vyvolává také hemaglutinaci erytrocytů a indukuje tvorbu neutralizačních a hemaglutinaci inhibujících protilátek.